# Naranjales, Veracruz
Naranjales är en ort i Mexiko.   Den ligger i kommunen Mecatlán och delstaten Veracruz, i den sydöstra delen av landet, 180 km nordost om huvudstaden Mexico City. Naranjales ligger 332 meter över havet och antalet invånare är 338.
Terrängen runt Naranjales är huvudsakligen kuperad, men åt nordost är den platt. Runt Naranjales är det tätbefolkat, med 297 invånare per kvadratkilometer. Närmaste större samhälle är Olintla, 12,1 km söder om Naranjales. Omgivningarna runt Naranjales är en mosaik av jordbruksmark och naturlig växtlighet.